# Valentin Oglindă
Valentin Oglindă este un politician moldovean, membru al Parlamentului Republicii Moldova în anii 1990. Este unul dintre cei 278 de semnatari ai Declarației de Independență a Republicii Moldova de la 27 august 1991.
La data alegerii sale în primul Parlament al Moldovei din 1990, Valentin Oglindă fusese președinte al CE al Sovietului sătesc Mereni.

## Distincții și decorații
- Ordinul Republicii (2012)[3]
- Medalia „Meritul Civic” (1996)[4]